# Авария на Ленинградской АЭС
Ава́рия на Ленингра́дской а́томной электроста́нции — радиационная авария (по другим данным — серьёзный инцидент) на первом энергоблоке Ленинградской АЭС, произошедшая 30 ноября 1975 года. В результате аварии произошёл выброс в атмосферу радиоактивных изотопов радиоактивностью до полутора миллионов кюри. Согласно докладу Международной консультативной группы по ядерной безопасности, причиной аварии стали конструкционные недоработки реактора РБМК-1000, которые впоследствии привели к катастрофе на ЧАЭС 26 апреля 1986 года.

## Хронология
Ночью 30 ноября планировался вывод на ремонт одной из турбин, которую постепенно разгрузили. Но вместо её отключения старший инженер управления турбиной (СИУТ) ошибочно отключил рабочую турбину, из-за чего по штатной схеме сработала аварийная защита реактора. Чтобы не оставлять сеть без мощности надолго, оперативный персонал принял решение сразу начать подъём мощности, избегая ксенонового отравления реактора. В процессе вывода реактора на мощность старший инженер управления реактором (СИУР) использует почти весь оперативный запас реактивности (ОЗР), извлекая стержни системы управления и защиты (СУЗ), но при этом реактор ведёт себя нестабильно и слабоуправляемо: по ходу набора мощности аварийная защита (АЗ) дважды останавливает реактор по сигналу слишком быстрого роста мощности (АЗС), а при достижении уровня тепловой мощности 800 МВт происходит резкий скачок ещё на 100 МВт. СИУР Михаил Павлович Карраск, имея опыт работы на промышленных реакторах-наработчиках плутония (их конструкция и физика сходны с РБМК), принимает решение заглушить реактор, предварительно опустив стержни СУЗ, снижая тепловую мощность до 100—150 МВт, лишь затем введя АЗ-5. Сразу появились сигналы нарушения целостности технологических каналов, один из них был разрушен, несколько десятков повреждены.

## Причины
Хотя к аварии привели множественные проектные ошибки РБМК (большой положительный пустотный коэффициент реактивности, положительный быстрый мощностной коэффициент реактивности, слишком медленная аварийная защита, недостатки систем контроля и регистрации параметров реактора, невозможность для персонала узнать текущий ОЗР в переходных режимах), которые приведут к Чернобыльской аварии в 1986 году, непосредственно в 1975 году аварию вызвал концевой эффект, приведший к локальному перегреву и последующей разгерметизации одного канала и повреждению соседних.

## Последствия
После аварии была создана правительственная комиссия, которая посчитала необходимым внести значительные изменения в конструкцию РБМК и регламент персонала. Тем не менее, официально было признано, что авария произошла из-за заводского дефекта, а почти все необходимые модернизации были сделаны уже после Чернобыльской аварии. В 1976 году добавили сигнализацию повышения давления в реакторном пространстве и пункт в регламенте, запрещающий работу при ОЗР менее 15 эффективных стержней.
Работники станции говорили о выбросах в полтора миллиона кюри, тогда как советские власти в 1990 году назвали это число сильно завышенным.
Во время расследования чернобыльской аварии Комиссия под председательством Н. А. Штейнберга пересмотрела аварию 1975 года, назвав основной её причиной не заводской дефект, а неисправленные недостатки конструкции реактора.
В результате выброса радиоактивных веществ в атмосферу облучению подверглись жители города Сосновый Бор, находящегося вблизи станции, повышение радиоактивности фиксировалось также в Финляндии и Швеции. Однако информация о произошедшей аварии была засекречена, и персоналу, работающему с другими реакторами РБМК-1000, так и не было сообщено об опасности реактора, что МАГАТЭ в своём докладе назвало одной из причин катастрофы на Чернобыльской АЭС. Официально руководство СССР подтвердило факт аварии лишь в 1990 году. По международной шкале ядерных событий (INES) авария получила третий уровень.